# Joseph Toynbee
Joseph Toynbee (født 30. december 1815 i Lincolnshire, død 7. juni 1866 i London) var en engelsk ørelæge, far til Arnold Toynbee.
Toynbee begyndte sine medicinske studier 17 år gammel. Tidlig blev han Assistent Curator ved Royal College of Surgeon's anatomiske museum og offentliggjorde allerede 21 år gammel flere afhandlinger om ørets fysiologi. To år senere, 1838, blev han leder af St. James & St. Georges Dispensary og interesserede sig her særlig for behandling af ørets sygdomme samt begyndte sine grundlæggende patologisk-anatomiske undersøgelser, som efterhånden strakte sig over 1659 tilfælde.
I årene 1841—55 offentliggjorde han i Medical Transactions en række beskrivelser af sektioner af høreorganet og endelig i 1857 sin overordentlig betydningsfulde Descriptive Catalogue of Preparations illustrative of the Diseases of the Ear in the Museum of Joseph Toynbee. Denne samling af 856 præparater, som eksisterer endnu, var udstillet ved otologkongressen i London 1899.
Han påviste ved sine undersøgelser, at de fleste tilfælde af tunghørighed skyldtes sygdomme i mellemrøret, og ganske særlig påpegede han betydningen af ankylosen af stigbøjlen i en gruppe af sygdomme, der hidtil havde været anset for at være af nervøs natur, men som for de fleste tilfældes vedkommende kan henføres til det sygdomsbillede, der nu betegnes som otosklerose.
Toynbees betydning som kliniker står langtfra på højde med hans betydning som patolog, dog blev hans lærebog Diseases of the Ear 1860 af ikke ringe betydning for udviklingen af den moderne otologi. Toynbee blev 1842 Fellow of the Royal Society, 1843 Fellow of the College of Surgeons og 1852 Lecturer on Diseases of the Ear ved St. Mary's Hospital and Medical School. Han var tillige en fremragende filantrop og udrettede navnlig et stort arbejde for bolighygieinen.

## Værker
- On the structure of the membrana tympani in the human ear. Richard Taylor, London 1851
- On the use of an artificial membrana tympani in cases of deafness : dependent upon perforation or destruction of the natural organ. J. Churchill, London 1857
- A Descriptive Catalogue of Preparations illustrative of the Diseases of the Ear in the Museum of Joseph Toynbee. J. Churchill, London 1857
- The Diseases of the Ear: Their Nature, Diagnosis, and Treatment. Blanchard and Lea, 1860
- Hints on the Formation of Local Museums. Robert Hardwicke, 1863